# 艾爾高原
艾爾高原或稱艾爾古地塊，又译为阿伊尔高原（科薩語：（東部）、（西部））為一三角形地塊，位於尼日尔北部，同時位在撒哈拉沙漠中。屬西撒哈拉山地乾旱林生態區，艾爾高原海拔超過1,800米（5,900英尺），面積約84,000 km2（32,000 sq mi）。 位於北緯17度線沙漠中的艾爾高原，平均高度為海拔500至900米（1,600至3,000英尺），形成沙漠中的萨赫勒氣候區塊並支持多樣生物，存在放牧、農耕聚落以及地質及考古的遺址。該地區著名的考古發現描繪出史前時代的活動。瀕臨絕種的非洲野犬（Lycaon pictus）曾生活於此地區，但因人口過多造成非洲野犬局部地區滅絕。

## 氣候

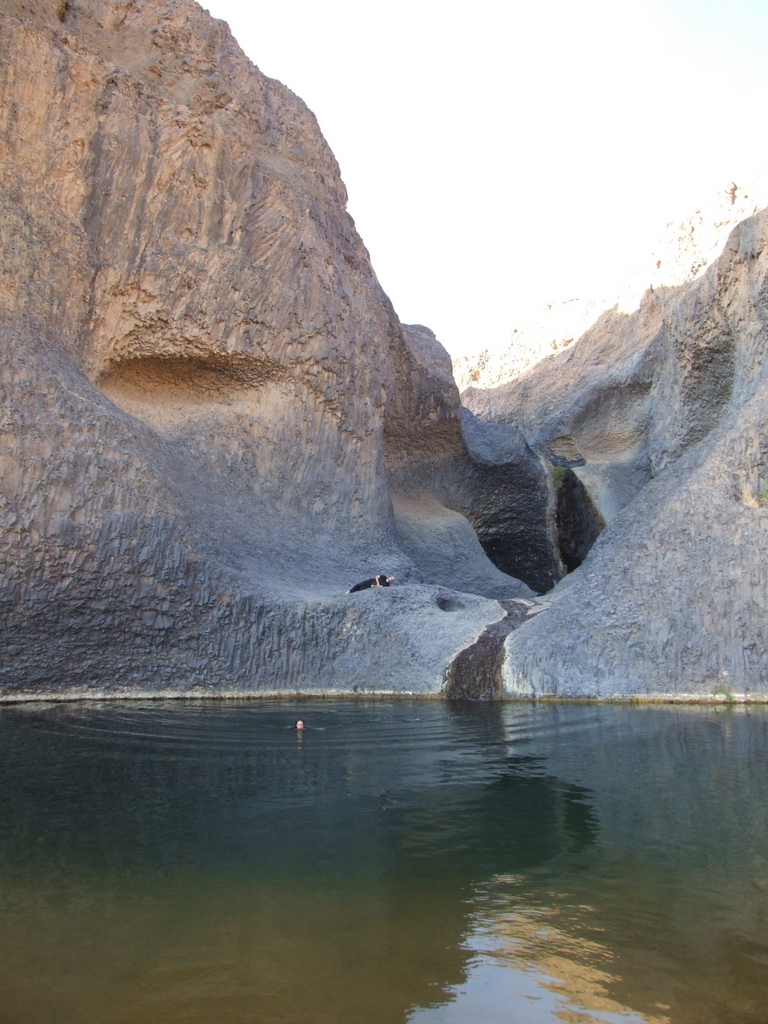
位於艾爾高原中部堤米亞有蓋勒塔提供水源，堤米亞周邊為乾燥的沙漠地區。

艾爾高原因高度較高（平均高度500至900米（1,600至3,000英尺））及少許降雨量（50至160 mm/年，高原海拔較低處），因此相較於周圍的沙漠形成一綠色帶，尤其在8、9月季節降雨後。氣候類型屬於萨赫勒，與撒哈拉沙漠南部的萨赫勒相同。艾爾高原山脈大多缺乏植被，乾谷中的河流通道（豪萨语稱"Kori"）及儲水的蓋勒塔（低窪水池，堤米亞周邊存在蓋勒塔），形成綠洲供動物草料，有些地區則可農耕。艾爾高原中較高的巴格贊高原提供充足的降雨支持集約農業，其他多數地區則為熔岩地貌或岩漠而無植物生長。

## 植被
艾爾高原紀錄到超過430種维管植物。艾爾高原位於阿哈加爾高原的南方，成為連結撒哈拉植物及萨赫勒植物的橋樑，高度超過2,000公尺的地區提供苏丹、地中海等地物種良好的生存環境。於20世紀曾有數個科學研究團隊調查艾爾高原的主要植物物種發展。

## 外部連結
- Uranium Geology: NIGER, WEST AFRICA, NWT Uranium Corp. Includes technical summation of the geology of the Air Massif and surrounding region.